# Nando Cunha
Fernando Cunha dos Santos, mais conhecido como Nando Cunha (São Gonçalo, 19 de agosto de 1966), é um ator brasileiro.

## Biografia
Nando Cunha, nome artístico de Fernando Cunha dos Santos, nasceu em São Gonçalo, em 19 de agosto de 1966, Mas foi criado desde pequeno na cidade do Rio de Janeiro. Fez o curso de Letras na Universidade Federal Fluminense e nesta época, em 1994, fundou um grupo de teatro e deu início a sua carreira artística. Estudou também Artes Cênicas, licenciatura em Teatro, na Universidade Federal do Estado do Rio de Janeiro (UniRio). No ano seguinte, em 1995, fez, no teatro, a peça Doidas Folias. Na sequência atuou em Forrobodó, Noel Rosa, o Feitiço da Vila, O Mundo é Grande, Manual de Sobrevivência para as Grandes Cidades, O Último Dia, Obrigado Cartola, Geraldo Pereira, Um Escurinho Brasileiro, Grande Otelo, Eta Moleque Bamba, Estatuto de Gafieira, Missa dos Quilombos, O Homem da Cabeça de Papelão e Assassinato no Motel.
Em 2017, filiou-se ao Partido dos Trabalhadores.
Na TV, atuou em 2007, na novela Desejo Proibido, quando ganhou fama vivendo o hilário Soldado Brasil. Em 2010, participou da microssérie Dalva e Herivelto: uma Canção de Amor, na qual interpretou o ator e humorista Grande Otelo. No mesmo ano, participou ainda do seriado Força-Tarefa e da novela Araguaia. Em 2012/2013, Nando entrou no elenco da novela Salve Jorge, de Glória Perez, na Globo. Na trama, ele interpreta Pescoço, que vive com Delzuíte (Solange Badim), é o padrasto de Lurdinha (Bruna Marquezine) e se envolve com Maria Vanúbia (Roberta Rodrigues).
Em 2015, estreia o programa Tomara que Caia, programa que mistura game e humor. O formato foi criado pela TV Globo e conta também com a participação dos atores Heloísa Périssé, Fabiana Karla, Marcelo Serrado, Eri Johnson, Daniele Valente, Ricardo Tozzi e Priscila Fantin. No mesmo ano, estreou um espetáculo chamado "Stand Up Samba", onde misturou piadas e cantava canções do gênero.
Está no elenco do longa O Novelo que estreou no Festival de Cinema de Gramado.

## Filmografia

### Televisão
| Ano     | Título                                | Personagem                                                   | Notas                                                      |
| ------- | ------------------------------------- | ------------------------------------------------------------ | ---------------------------------------------------------- |
| 1999    | Escolinha do Barulho                  | Johnny Bala                                                  |                                                            |
| 2005    | Boa Noite Brasil                      | Johnny Bala                                                  |                                                            |
| 2006    | Páginas da Vida                       | Enfermeiro Charles                                           |                                                            |
| 2006    | A Grande Família                      | Enfermeiro do hospício                                       | Episódio: "De Pasteleiro e Louco, Todo Mundo Tem um Pouco" |
| 2006    | A Diarista                            | Vendedor de produtos médicos                                 | Episódio: "Aquele do Raio-X"                               |
| 2007    | A Diarista                            | Tião                                                         | Episódio: "Aquele do Engarrafamento"                       |
| 2007    | A Diarista                            | Tião                                                         | Episódio: "Sangue Bom Pra Burro"                           |
| 2007    | Desejo Proibido                       | Soldado Brasil                                               |                                                            |
| 2008    | Dicas de um Sedutor                   | Gilson                                                       | Episódio: "O Borogodó"                                     |
| 2008    | Casos e Acasos                        | Entregador                                                   | Episódio: "O Colchão, a Mala e a Balada"                   |
| 2008    | Jofre                                 | Episódio: "O Beijo, a Foto e o Empréstimo"                   |                                                            |
| 2008    | Lauro                                 | Episódio: "As Testemunhas, o Hóspede e os Amantes"           |                                                            |
| 2008    | Inspetor Josafá                       | Episódio: "A Câmera-Escondida, o Chá de Bebê e o Porta-mala" |                                                            |
| 2009–11 | Força Tarefa                          | Samuca                                                       |                                                            |
| 2010    | Dalva e Herivelto: uma Canção de Amor | Grande Otelo                                                 |                                                            |
| 2010    | Araguaia                              | Bucéfalo Almeida (Pimpinela)                                 |                                                            |
| 2012    | Salve Jorge                           | José Tobias Pereira (Pescoço)                                |                                                            |
| 2013    | Divertics                             | Vários personagens                                           |                                                            |
| 2013    | Super Chef Celebridades               | Participante                                                 | Temporada 2                                                |
| 2014    | Geração Brasil                        | Dante Ferreira                                               |                                                            |
| 2014    | Vai que Cola                          | Detetive Xavier                                              | Episódio: "Dotadão do Méier"                               |
| 2015    | Tim Maia: Vale o Que Vier             | Manuel Jacinto Coelho                                        |                                                            |
| 2015    | Os Suburbanos                         | Dinda                                                        | 2015–2018                                                  |
| 2015    | Tomara que Caia                       | Ele mesmo / Vários personagens                               |                                                            |
| 2018–19 | As Aventuras de Poliana               | Ciro Soares                                                  | Temporada 1                                                |
| 2019    | Bom Sucesso                           | Mestre Batatinha                                             |                                                            |
| 2021    | Gênesis                               | Pentephres                                                   | Fase: José do Egito                                        |
| 2022-23 | Travessia                             | Joel Cunha                                                   |                                                            |
| 2023    | How To Be a Carioca                   | Estevão                                                      | Episódio: "Israel"                                         |
| 2024    | Pedaço de Mim                         | Sérgio Camargo                                               |                                                            |
| 2025    | Falas de Orgulho                      | Claúdio                                                      | Especial do Orgulho                                        |
| 2025    | Jogo Cruzado                          | Cledir Santana                                               |                                                            |

### Cinema
| Ano  | Título                 | Personagem            | Notas          |
| ---- | ---------------------- | --------------------- | -------------- |
| 2014 | Lascados               | Caipira Cego          |                |
| 2014 | Tim Maia               | Manuel Jacinto Coelho |                |
| 2016 | Apaixonados - O Filme  | Nico                  |                |
| 2018 | Telentrega             | Elias                 | Curta-metragem |
| 2021 | O Novelo               | Mauro                 |                |
| 2022 | Barba, Cabelo & Bigode | PQD                   |                |
| 2022 | Vizinhos               | Antônio               |                |
| 2023 | Nas Ondas da Fé        | Apostolo Manfredo     |                |
| 2023 | Nosso Sonho            | Sr. Claudino de Souza |                |
| 2023 | Mussum, o Filmis       | Grande Otelo          |                |
| 2025 | Malês                  | Belchior              |                |

## Prêmios e indicações
| Ano  | Prêmio                                        | Categoria                     | Nomeações                                       | Resultado |
| ---- | --------------------------------------------- | ----------------------------- | ----------------------------------------------- | --------- |
| 2003 | Prêmio Maria Clara Machado de Teatro Infantil | Melhor Ator                   | O Meu É Grande                                  | Venceu    |
| 2013 | Prêmio Extra de Televisão                     | Melhor Ator Coadjuvante       | Salve Jorge                                     | Indicado  |
| 2013 | Troféu Top of Business                        | Destaque Nacional             | Salve Jorge                                     | Venceu    |
| 2017 | Festival de Cinema de Gramado                 | Melhor Ator em Curta-metragem | Telentrega                                      | Venceu    |
| 2021 | Festival de Cinema de Gramado                 | Melhor Ator                   | O Novelo                                        | Venceu    |
| 2022 | Festival Sesc Melhores Filmes                 | Melhor Ator Nacional          | O Novelo                                        | Indicado  |
| 2023 | Los Angeles Brazilian Film Festival           | Melhor Ator Coadjuvante       | Nosso Sonho: A História de Claudinho e Buchecha | Venceu    |